# Lévai Cseh család
Lévai Cseh család (korábban Sárói Cseh) középkori főnemesi család.
A család neve alapján eredetüket Csehországból származtatják, mások szerint Lévai Péter a cseheken 1434-ben aratott hadi sikerei emlékére vette fel.
Sági Rugaas comes volt a Lévai Cseh családnak II. András király korában élt első ismert őse. Rugaas fia Egyed, ennek fia Bede és unokája I. Péter, az ősi osztályos birtok után Sági előnévvel említtettek. II. Péter, még a Lévai vár adományozása után is egy darabig a sárói előnevet használta, majd elhagyta azt és a lévai előnevet kezdte használni.
Bede (Fegyverneki/Sági/Sárói Vörös Bede) még rabló lovag volt, s ámbár Tamás esztergomi érsekkel bizalmas viszonyban állott, de részt vett Trencséni Csák Máté harcaiban is. Tamás érsek 1312-ben Csák Mátét és embereit bevádolta, amiért azok birtokain nagy károkat okoztak. Utóbb Károly Róbert király őt Hrussó vára hadnagyává tette. Bedének unokája Sároy László vagyon és hivatalok során főnemesi rangra jutott. A királyi udvarba lépve, királyi főajtónállóságig és temesi ispánságig jutott. Zsigmond király 1387. november 19-én Sárai Péter fia László mesternek, udvari vitézének és Csókakő várnagyának adományba adta Hrussó várát és uradalmát. Sárai László a következő évben mindezeket és a hont vármegyei Pásztót és Szakállost visszabocsátotta a király kezeibe, Léva váráért és a hozzátartozó Bars, Csütörtökhely és Báth helységekért. Zsigmond király Léva, Revistye, Ujvár várakat uradalmaikkal adományozta neki és családjának. Innen a Sárói név helyett néha már ő is Lévainak „de Léva“ íratott.
Zsigmond király korában Cseh Péter az ország zászlósai között szerepelt. Péter Zsigmondnak, főleg letartóztatása idején, nagy szolgálatokat tett, ezért kapta meg Lévát és az egész uradalmat. Főlovászmester, 1427-ben pedig macsói bán, nemsokára pedig Erdély vajdája lett. Bodrog vármegyei birtokait 1435-ben kiváltotta Koroghi Jánostól a zálogból. II. Péter erdélyi vajda volt az első, akire a Cheh név először ráragadt. Fia László I. Ulászló és V. László idején a pusztító cseh hadakhoz csatlakozott és a sági konventet kifosztotta. Ezért 1446-ban a konvent prépostja panaszt emelt.
Péter unokája Zsigmond Bars vármegye ispánja, első neje Haraszti Katalin halála után Suraklini Petrovics Annát, Petrovics Péter erdélyi kormányzó és királyfi gyám nővérét vette feleségül. 1503-ban huszonhét ezer forintot kölcsönzött ősi javainak kiváltására, Vas vármegyében Németh-Ujvárt, Bars vármegyében Revistyét, Pozsega vármegyében Óvárt és Tomicát, Valkó vármegyében Nevna várát és uradalmát.
Balassa Menyhért feleségül vette Lévai Cseh Gábor özvegyét, Thurzó Annát. Mostohafia Lévai Cseh János örökségét erőszakkal vette el.

## Családtagok
- Lévai Cseh Péter